# Robert Marella
Robert James Marella (New York (New York), 4 juni 1937 - Willingboro Township (New Jersey), 6 oktober 1999), beter bekend als Gorilla Monsoon was een Amerikaans professioneel worstelaar en play-by-play commentator die actief was in de World Wrestling Federation (WWF) als commentator, on-screen President en backstage manager gedurende de jaren 80 en 90.
Joey Marella, de geadopteerde zoon van Robert Marella, was scheidsrechter bij de World Wrestling Federation.

## In worstelen
- Afwerking bewegingen
  - Airplane spin
  - Manchurian Avalanche (Running splash)

- Kenmerkende bewegingen
  - Backbreaker rack
  - Giant swing
  - Gorilla press slam
  - Nerve hold

## Kampioenschappen en prestaties
- Cauliflower Alley Club
  - Andere honoree (1994)

- World Championship Wrestling
  - IWA World Heavyweight Championship (1 keer)

- World Wrestling Association (Los Angeles)
  - WWA World Tag Team Championship (2 keer; 1x met Luke Graham en 1x met El Mongol)

- World Wrestling Council
  - WWC North American Heavyweight Championship (2 keer)

- World Wrestling Federation
  - WWF Hall of Fame (Class of 1994)
  - WWWF United States Tag Team Championship (2 keer; 1x met Killer Kowalski en 1x met Bill Watts)